# Hetauda
Hetauda (हेटुडा) é uma cidade do Nepal, na região central do país, a 132 km da capital Catmandu. Com uma população de 79 mil pessoas de acordo com dados de 2007, a cidade está localizada a uma altitude de 390 metros.